# トリコ グルメモンスターズ!
『トリコ グルメモンスターズ!』は、2012年12月13日にバンダイナムコゲームスから発売されたニンテンドー3DS(3DS) 用ゲームソフト。

## 概要
『週刊少年ジャンプ』(集英社)連載の漫画『トリコ』のゲーム化第3弾ソフト。トリコ初のRPGで、バロン諸島や洞窟の砂浜など、原作の世界観を舞台にトリコ達美食屋がグルメモンスター、略してグルモンを仲間にして共に戦う。

## ストーリー
美食屋とグルモンがチームを組んで戦う「グルメロワイヤル」が世界中で開催されるなか、マンサムの依頼で優勝賞品の「ビッグバンキノコ」を入手するため、トリコも大会に出場する。しかし、それが新たな冒険の始まりとなることをトリコ達はまだ気づいていなかった。

## システム
フィールド探索
トリコを操作して、フィールドを探索する。フィールドにはグルモンがうろついており、接触すると戦闘になるが威嚇すると逃げたり硬直し、硬直したグルモンをノッキングするとGPを獲得できる。また、光るポイントを調べると食材を採取できる。
プレイヤーキャラクター
プレイヤーが操作する美食屋。LvUP料理を食べることによって成長し、特定のLvUP料理を食べ、そこから更に戦闘を重ねることで新たな技を習得する。
戦闘では1ターンに1回行動でき、Calを消費せずに出せる基本技とCalを消費する強力なCal消費技、SPを消費する更に強力な必殺技を使用できる。
最大2人まで参戦でき、組み合わせによって合体技を使うこともできる。
グルモン
本作において美食屋と共に戦う猛獣。スカウトガンという道具を使うことで仲間にでき、チームコストの範囲内で最大3体まで組むことができる。
戦闘では技を選び、他のキャラクターの行動順に割り込む形で行動するが、行動後は待機状態となり、待機が終了するまで行動できなくなる。強い技ほど使用後の待機時間が長くなる。味方のグルモンはHPが0になると行動不能になるが、一定時間が経つと最大HPの半分の状態で復活する。
戦いを重ねることによってランクが最大5段階まで上がり、新たな技やスキルを習得する。美食屋とのコンビネーションも存在し、コンビネーションが高いと積極的に美食屋と連携するようになる。
グルメロワイヤル
世界各地の大会会場で行われるトーナメント戦。美食屋とグルモンのチームで戦う点は通常の戦闘と同じだが、四天王はトリコしか参戦できず、戦う以外のコマンドが使用不可能で、トリコのHPが0になると敗北扱いとなる。優勝するとストーリーが進行し、新たなマップやLvUP料理が開放される。
グルメボード
一龍の部屋に設置されてあるボード。ボードに記されているグルモン撃破とアイテム納品のノルマを達成するとGPが貰える。特定のノルマを達成したり、ノルマ達成数に応じて特殊なアイテムが貰えたり、新たなLvUP料理が開放される。
オーダークエスト
一龍に話かけると受注できるクエスト。達成するとグルメボードよりも豪華な報酬が貰える。
通信対戦
グルモン同士による対戦。コスト上限、制限時間、空間効果を決めて戦う。

## 登場人物

### 美食屋四天王
トリコ
声：置鮎龍太郎
本作の主人公。四天王一の大食い。攻撃力が高く、高いダメージを与える技を多く持つ。スキル「オートファジー」によって瀕死になると攻撃力が上がり、Calの消費無しで技が使えるようになる。パートナーはバトルウルフのテリークロス。バロン大会にてテリーが行方不明になってからはオブサウルスをパートナーにしている。
ココ
声：櫻井孝宏
四天王一の優男と評される温厚な毒人間。行動が速く、毒を筆頭とした状態異常系統の技を多く持つ。スキル「超抗体」によって毒、眠り、幻惑、致死状態を無効化する。パートナーはエンペラークロウのキッス。
サニー
声：岩田光央
美を何よりも愛する美青年。守りが高く、カウンター技を多く持つ。スキル「サニーゾーン」によって受けたダメージを軽減することがある。パートナーはマザースネークのクイン。
ゼブラ
声：松田賢二
短気で喧嘩っ早い四天王一の問題児。四天王一攻撃力が高く、単体、全体攻撃の強力な技を持つが、Calの消費が大きい。スキル「レイジパワー」によって攻撃を受けた際、怒り状態になってCalを回復することがある。

### 仲間キャラクター
テリークロス
トリコのパートナーグルモンであるバトルウルフ。トリコと共にグルメロワイヤル優勝を目指すが、バロン大会にてミスターキメラに洗脳され、黒い毛並みの「ダークウルフ」となってしまう。
小松
声：朴璐美
ホテルグルメの料理長。他人を第一に考えるため、四天王だけでなく他の同行者達からも慕われている。本作ではプレイヤーキャラクターのレベルを上げるLvUP料理を作ったり、戦闘中、所持している食材を調理することで味方の支援を行う。また、LvUP料理の作成数に応じてランクが上がり、行動順が速くなったり回復量が上がる。
リン
声：田野アサミ
IGO専属の猛獣使いでサニーの妹。本作では仲間にしたグルモンを預かるファームを管理する。リン自身もハイアンパンサーのリッキーを連れ、グルメロワイヤルに参戦する。
マンサム
IGO開発局長兼グルメ研究所所長。グルメコロシアムにて通信対戦の受付を担当。
節乃
声：雨蘭咲木子
美食人間国宝で、節乃食堂を経営する気さくな老婆。本作ではショップを経営しており、GPとアイテムをやり取りする。あるクエストではグルモンを連れてトリコに勝負を挑む。
一龍
IGO会長。様々なクエストを発注する。あるクエストではトリコにグルメ界のグルモンと戦わせる。パートナーはジャニスユニコーン。
ティナ
声：水樹奈々
大スクープを追い求めるグルメTVの新米レポーター。大会の実況、解説を担当する。

### ライバル達
ゾンゲ
声：高木渉
トリコの知り合いで、自身を世界一の美食屋と思い込んでいる。グルメロワイヤルで何度もトリコと戦うが、あまり強くない。
次郎
声：森川智之
かつて伝説の美食屋と呼ばれたノッキングの達人で、酒好きの老人。あるクエストでトリコの力を試すために戦う。
ボーノ
声：三瓶由布子
コック帽のような髪型が特徴のグルメ実業家。メガモリ島の一件でトリコと知り合った。洞窟の砂浜大会の準決勝で、ステンドクラブを連れて参戦する。
マッチ
声：鳥海浩輔
グルメマフィア副組長。パートナーは般若パンダ。
滝丸
声：KENN
グルメ騎士の一員。礼儀正しい性格。パートナーはメチニスホースのエルー。
メルク
声：矢島晶子
世界一の砥ぎ師、メルクの二代目。小松とも仲が良い。パートナーはヴァンパイアコングのポチコ。
鉄平
声：小野坂昌也
ノッキングマスター次郎の血を引く凄腕の再生屋。相変わらず自他共に認めるお喋りな性格でマイペースだが、再生屋としての実力は一流。あるクエストでヘルボロスを連れてトリコに戦いを挑む。
リョウテイ
声：大塚明夫
かつてガッツキ大陸でトリコと戦った料理人。ヘビーホール大会の準決勝で、スカルクロコダイルを連れて参戦する。

### 美食會
アルファロ
声：梅津秀行
美食會ギャルソン(ウェイター)にしてボスの側近。リーガルマンモスを狙うためGTロボを出撃させるが、終盤は生身で参戦する。
スタージュン
声：三木眞一郎
美食會副料理長の一人だが、自分に危害を加えない者に手を出さない良識的な性格。パートナーはブラガドラゴン。デスゴール・キメラ戦でトリコに一時的に力を貸し、ゲームクリアすると正式に仲間になる。全ての能力が高く、仲間キャラの中で唯一属性持ちの技を覚える。スキル「美食會」によって自分のHPが一定以下の時、与えるダメージが上昇することがある。
グリンパーチ
声：三ツ矢雄二
美食會副料理長の一人。四本の腕を持つ半裸の男で、巨大なストローから息を吐いて戦う。本作ではパートナーのジャックエレファントが登場し、共闘する。あるクエストではトミーロッドと共にトリコ達に復讐する。
トミーロッド
声：石田彰
美食會副料理長の一人。道化師のような格好をした虫使いで、残忍な性格。パートナーはパラサイトエンペラー。
セドル
美食會第6支部長。本作オリジナルのGTロボを操縦する。

### オリジナルキャラクター
ミスターキメラ
声：家中宏
グルメロワイヤルの主催者で、物腰の柔らかい頭脳明晰な男。実業家、研究家としての顔も持つ。父はIGOの研究者だったが、デスゴール復元中の事故で父を失った。美食屋になるのが夢だったが、グルメ細胞が脳に特化していたために断念した。それでも力を得るべく父の遺したデスゴールのレシピからデスゴールを復元することを画策し、様々な発明と特許、ビジネスで成功を収めて得た資金で材料となるグルモンを集めるためグルメロワイヤルを開催した。途中でトリコ達四天王のパートナーを奪い終盤、デスゴールを復元させてトリコに挑むが敗北し、テリーと自分を取り込み「デスゴール・キメラ」を誕生させ、自身はデスゴール・キメラの心臓部「キメラコア」となりトリコ達と対峙する。どれほどのダメージを受けようと直ぐにエネルギーが送られ再生するが、スタージョンによってエネルギーの供給が止められるとダメージが通るようになる。
ビビリ
声：岩崎征実
グルメロワイヤルの選手。頭頂部が剥げた男。
ガッチャ
声：最上嗣生
グルメロワイヤルの選手。赤いモヒカン頭の男。
グロット
声：渡辺英雄
グルメロワイヤルの選手。黒いバンダナと眼帯が特徴の筋肉質の男。

## 舞台
第1ビオトープ
リーガル島に造られたIGOが所有するビオトープガーデンの一つ。本作の冒険の拠点となる。
バロン諸島
グルメロワイヤル最初の大会会場となる島。森、水、大地属性のグルモンが生息する。
洞窟の砂浜
10年に1度、フグ鯨が産卵に訪れる洞窟。闇属性のグルモンが多く生息し、あまりの暗さに攻撃の命中率が下がる。
リーガル島
数十万のグルメ動物が住む楽園のような島。広大で、幾つものエリアに分かれている。
ウール大陸
食獣植物が住む「ウージャングル」と高温のマグマが流れる「ウール火山」に分かれ、前者は森属性、後者は熱属性のグルモンが多く生息する。
グルメカジノ
ジダル王国にあるカジノ。ストーリー上ではスタージュンと戦うことになるが、クリア後はグルメロワイヤルと同じルールで戦う「フリーロワイヤル」が可能になる。
アイスヘル
常に吹雪が吹き荒れる台地。冷気属性のグルモンが多く生息しており、冷気属性以外のグルモンの速さが低下する。
ヘビーホール
人間界で最も地下深い洞窟で、地球の引力を強く受ける。地下を降りていき、一度降りると戻ることができない道が多い。
アングラの森
グルメ界に存在する森。重力負荷が凄まじく、生息するグルモンは非常に強力。
デスゴール・キメラ
本作の最終決戦の舞台。ミスターキメラによって進化したデスゴール。戦闘後に体内に潜入し、四天王のパートナーを救出しながら進んでいく。奥にはデスゴールと融合し、デスゴールの心臓となったミスターキメラ「キメラコア」が待ち構える。クリア後は消滅し、二度と入れなくなる。
以下のフィールドは、ゲーム本編で必ず訪れる必要がない場所である。
第8ビオトープ
IGOが管理するビオトープガーデンの一つ。虹の樹を中心にトロルコングが住む「トロルコングの巣」とトリコの特定の技で開けられる巨大な宝箱がある「地下空洞」が存在する。
ベジタブルスカイ
天空の野菜畑に繋がる巨大な豆の木。空属性のグルモンが多く生息し、様々な悪天候も襲いかかる。
モルス山脈
人間界第5位の高さを誇る山脈のふもとの湖。倒木とハスの葉の上を移動する。
グルメピラミッド
サンドガーデンの奥地にそびえ立つ広大なピラミッド。前半はデザートラビリンスを進んでいく。ピラミッド内は迷宮のように入り組んでおり、スイッチを押して扉を開けながら進んでいく。最深部にはサラマンダースフィンクスがおり、あるクエストを受注すると更に強いグルモンやニトロが生息する奥地へと進むことができる。

## 攻略本
- Vジャンプブックス トリコ グルメモンスターズ! グルモンマスターズガイド!(ISBN 978-4-08-779644-5)